# City Hall (New York City)

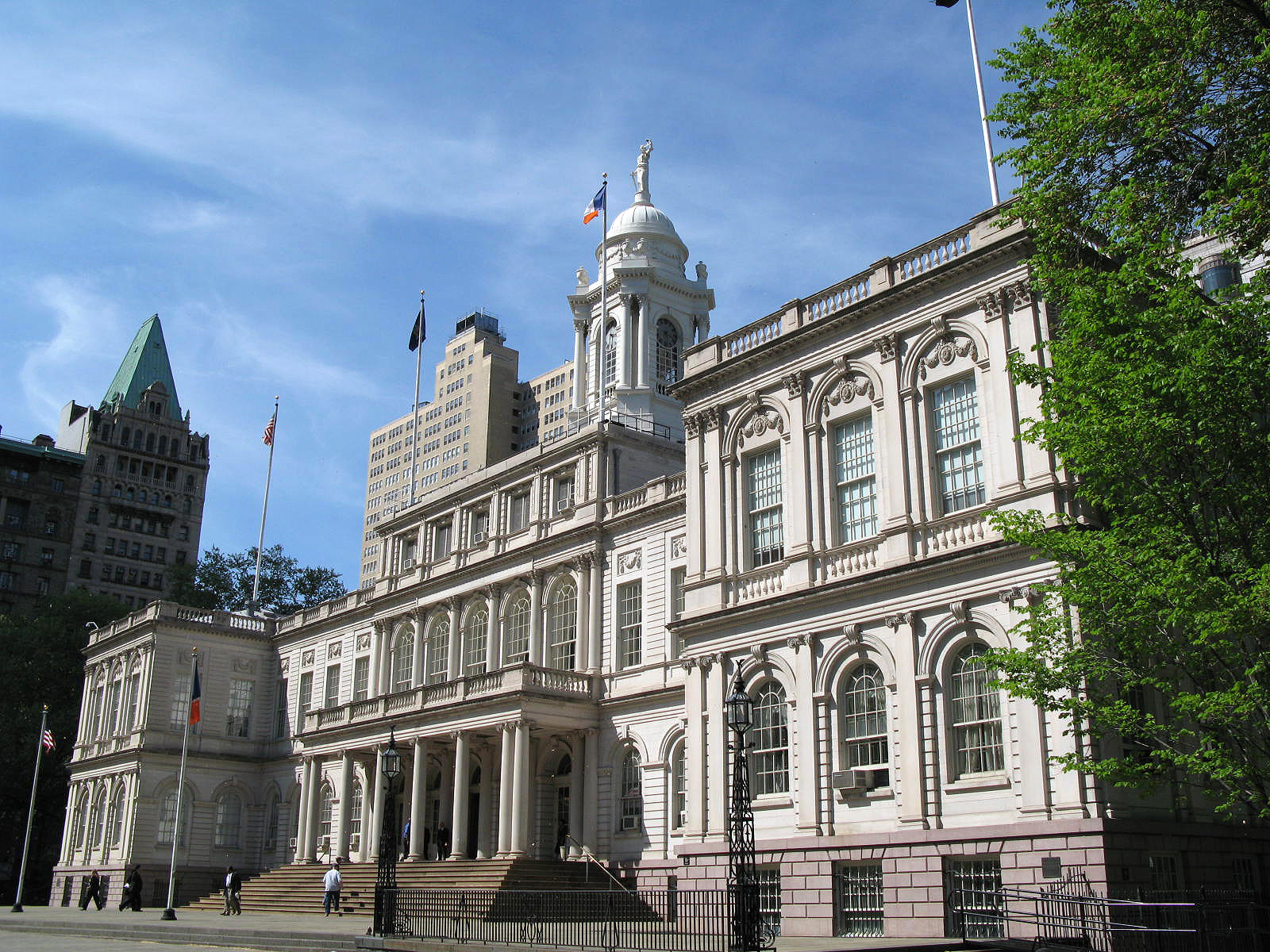
New York City Hall

Die City Hall in New York City ist das älteste noch in dieser Funktion genutzte Rathaus der Vereinigten Staaten von Amerika und liegt am Broadway, Ecke Park Row am City Hall Park in Lower Manhattan. Das Gebäude wurde von 1803 bis 1812 gebaut und gehört zu den historischen Wahrzeichen der Stadt New York und der USA. Das Rathaus ist Sitz des Rates und des Bürgermeisters.

## Geschichte

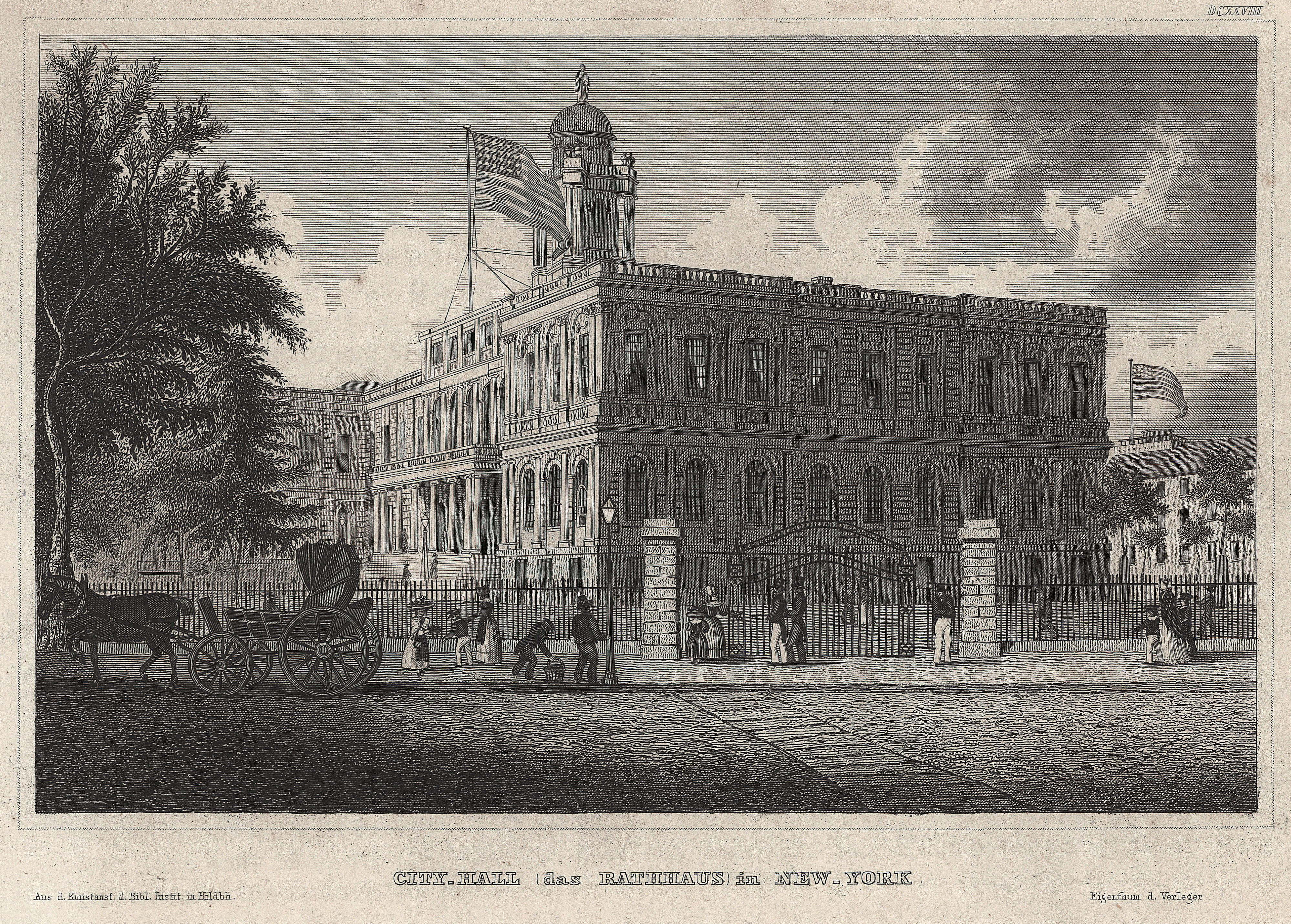
Die City Hall 1850

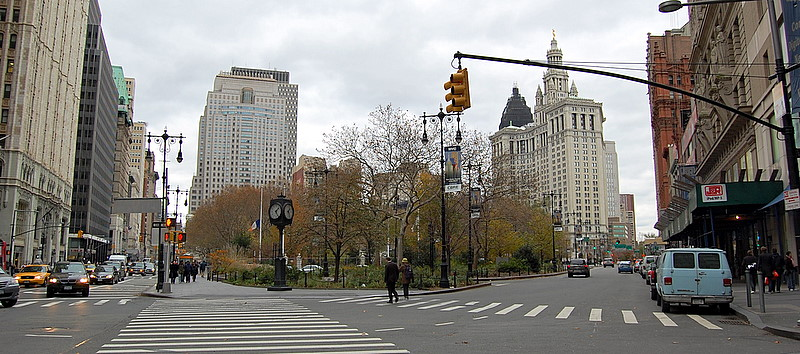
City Hall Park mit Broadway (links) und Park Row (2008). Das markante Gebäude rechts ist das Manhattan Municipal Building.

Das erste Rathaus der Stadt wurde im 17. Jahrhundert von den damals dort ansässigen Holländern an der Pearl Street gebaut. Das zweite Rathaus der Stadt war an der Wall Street platziert und wurde nach dem Amerikanischen Unabhängigkeitskrieg (1775–1783) Federal Hall genannt, da New York City die erste Hauptstadt der neu gegründeten Vereinigten Staaten wurde. Nachdem 1797 Albany zur Hauptstadt des Bundesstaates New York gewählt worden war, kamen Pläne für ein neues Rathaus auf, die jedoch wegen der Kriegskosten auf unbestimmte Zeit verschoben wurden.
Im Jahr 1802 richtete die Stadt einen Wettbewerb für ein neues Rathaus aus, der von John McComb Jr. gewonnen wurde. Er erhielt 350 US$ für seinen Entwurf, nach dem das Rathaus für rund 350.000 US$ gebaut wurde. Seit diesem Zeitpunkt wird das Gebäude als Rathaus von New York City genutzt.
Der Bau des neuen Rathauses verzögerte sich aufgrund eines Einwands des Stadtrates, dem der erste Entwurf zu ausschweifend war. Als Reaktion darauf reduzierten McComb und Mangin die Größe des Gebäudes und verwendeten braune Sandsteine an der Rückseite des Gebäudes, um damit Kosten zu senken (der braune Sandstein, zusammengesetzt mit dem ursprünglichen, verschlechterten Marmorfassaden von Massachusetts, wurde 1954 bis 1956 durch Alabama-Kalkstein ersetzt). Arbeitskämpfe und ein Ausbruch von Gelbfieber verlangsamten den Bau des Gebäudes weiter, wodurch das Gebäude bis 1811 nicht eingeweiht wurde. Die offizielle Eröffnung fand 1812 statt.
Der berühmte Governor’s Room wird seit seiner Vollendung 1816 als Museum und als Empfangssaal für Feierlichkeiten im Zusammenhang mit der Stadt- und Nationalgeschichte genutzt.

## Architektur
Das Gebäude wurde in einem Mischstil aus französischer Renaissance (Außenfassade) und georgianischer Architektur (Innengestaltung) erbaut. Im Dezember 1960 wurde das Rathaus zu einem National Historic Landmark erklärt, 1966 in das National Register of Historic Places aufgenommen.

## Umgebung

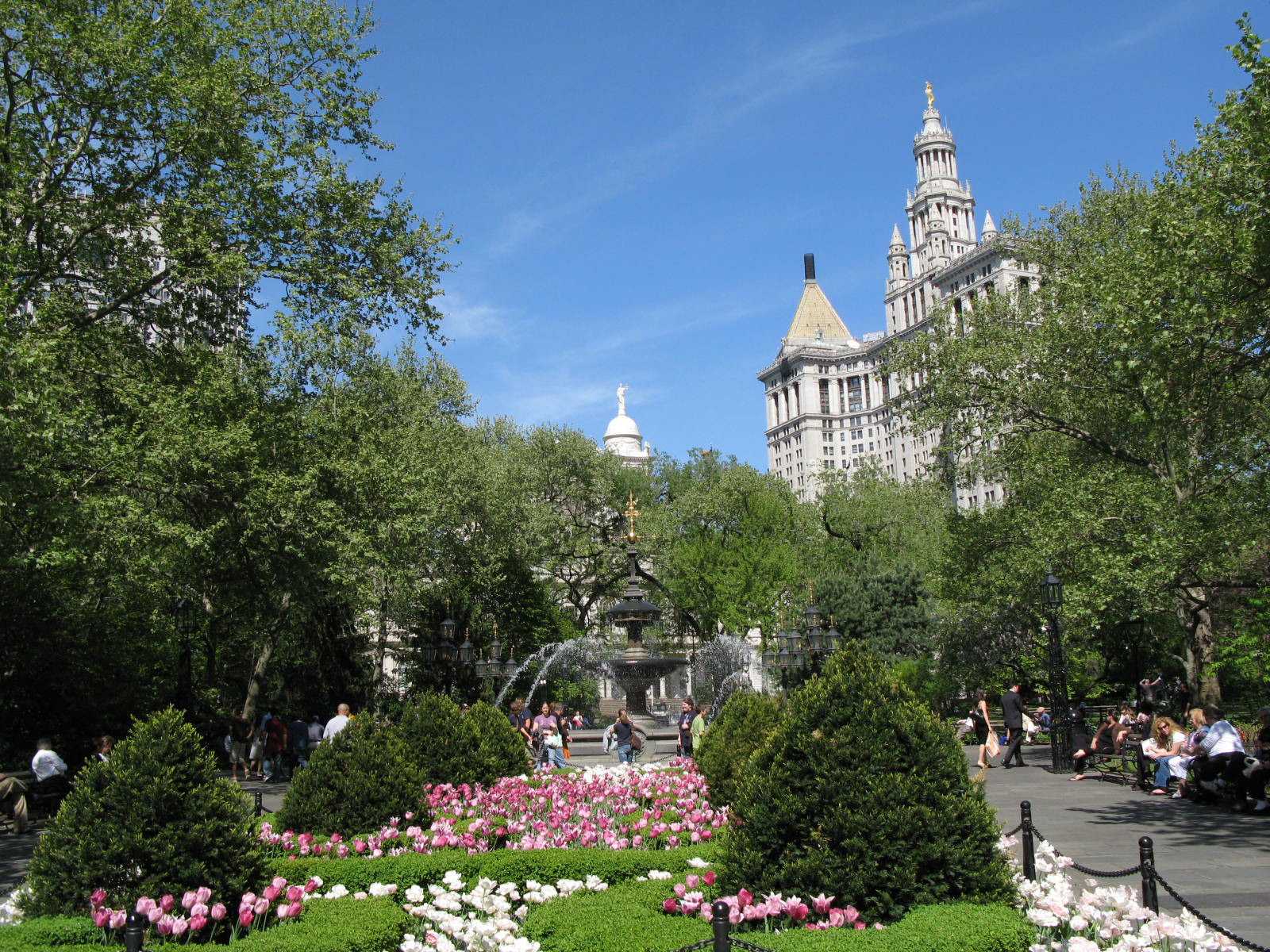
Rathauspark New York City

Das Rathaus liegt im Stadtviertel Civic Center, einem von kommunalen, bundesstaatlichen und staatlichen Verwaltungsgebäuden geprägten Gebiet Manhattans. Bekannte Bauwerke in der Nähe der City Hall sind St. Paul’s Chapel, St. Peter’s Church, das Woolworth Building, Tweed Courthouse, das Manhattan Municipal Building, das Park Row Building, 1 Police Plaza und die Brooklyn Bridge. Der Rathauspark ist drei Stadtblöcke vom World Trade Center entfernt.

## Verkehr

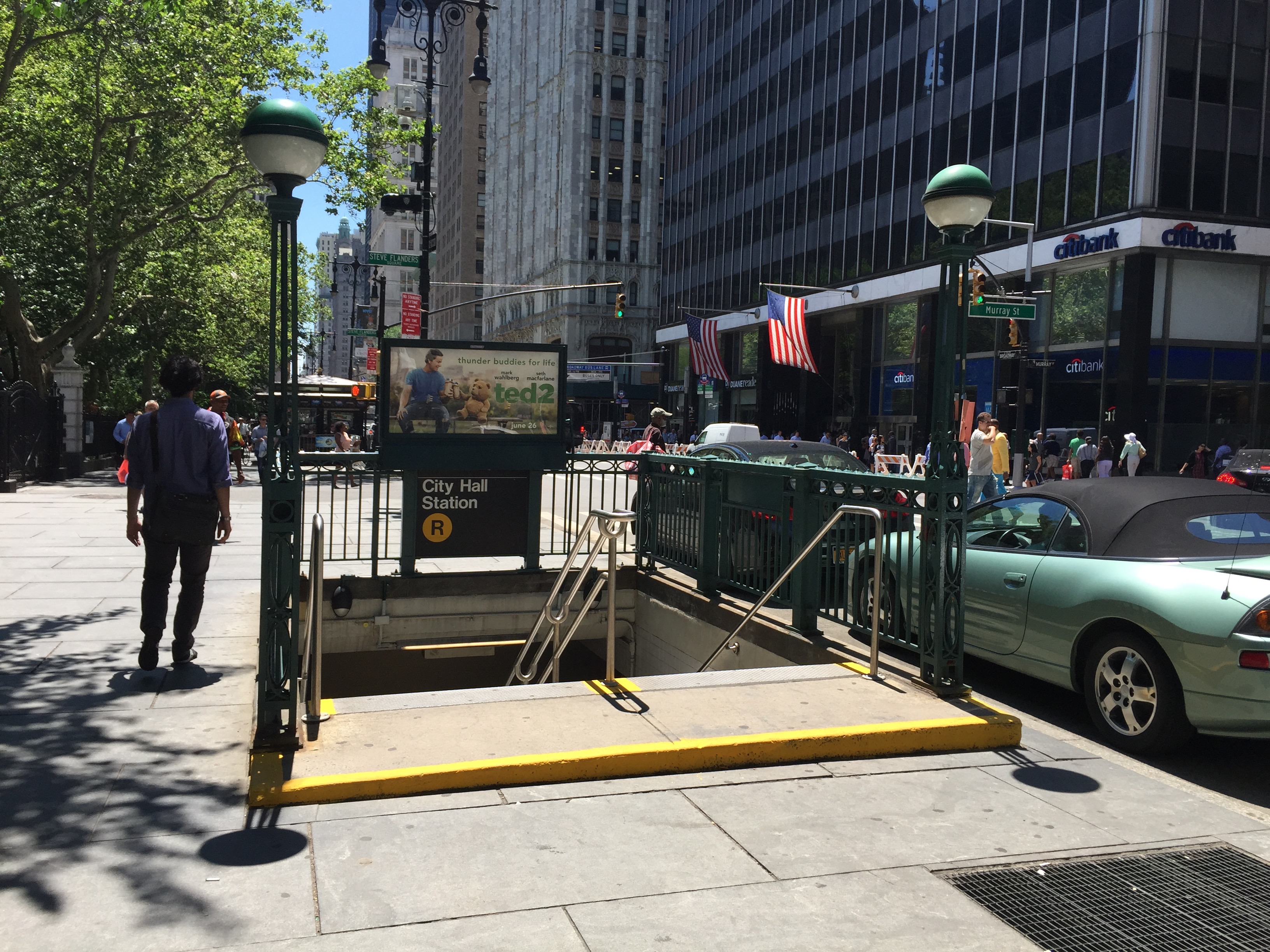
U-Bahn-Eingang am Broadway Ecke Murray Street

In der Nähe der New Yorker City Hall befinden sich mehrere Bushaltestellen und U-Bahnhöfe.
Direkt unter dem City Hall Park liegt der ehemalige U-Bahnhof City Hall. Er wurde 1904 als südlicher Endpunkt der ersten U-Bahn-Strecke New Yorks eröffnet. Seit 1945 ist er geschlossen und in jüngerer Zeit bei Museumsführungen zugänglich. Sein Bahnsteig liegt an einer Wendeschleife für die Linie .
Am gleichen Tag, dem 27. Oktober 1904, wurde die Station Brooklyn Bridge unter der Centre Street östlich des Rathauses an der Ecke Park Row eröffnet. Sie liegt an der IRT Lexington Avenue Line und wird von den Linien  bedient. Mit dem 1913 unter dem Municipal Building eingeweihten U-Bahnhof Chambers Street der BMT Nassau Street Line, in dem die Linien  halten, bildet sie den Bahnhofskomplex Brooklyn Bridge–City Hall/Chambers Street.
Die dritte Station, die das Rathaus im Namen führt, ist der unter dem Broadway westlich des City Hall Parks liegende U-Bahnhof City Hall der BMT Broadway Line. Er wurde 1918 eröffnet. An der oberen Bahnsteigebene hält die Linie , zu bestimmten Tageszeiten auch die  oder . Er besitzt eine nie für Fahrgastnutzung hergerichtete untere Bahnsteigebene, so dass es am Rathaus mit wenigen Dutzend Metern Abstand voneinander zwei nicht zugängliche Stationen an unterschiedlichen Strecken gibt.
Den südlichen Rand des City Hall Parks unterquert ein U-Bahn-Tunnel der IRT Broadway – Seventh Avenue Line. Die Station Park Place der Linien  in der gleichnamigen Straße neben dem Woolworth Building ist Teil des Komplexes Chambers Street–World Trade Center/Park Place/Cortlandt Street Station.